# Илькино (Киржачский район)
И́лькино — деревня в Киржачском районе Владимирской области России, входит в состав Горкинского сельского поселения.

## География
Деревня расположена на берегу реки Киржач в 7 км на юго-восток от центра поселения посёлка Горка и в 8 км на север от райцентра города Киржач.

## История
В XIX — начале XX века деревня входила в состав Махринской волости Александровского уезда, с 1926 года — в составе Киржачской волости. В 1859 году в деревне числилось 35 дворов, в 1905 году — 89 дворов, в 1926 году — 80 дворов.
С 1929 года деревня являлась центром Илькинского сельсовета Киржачского района, с 1940 года — в составе Савинского сельсовета, с 1954 года — в составе Слободского сельсовета, с 1971 года — центр Илькинского сельсовета, с 2005 года — в составе Горкинского сельского поселения.
До 2010 года в деревне действовала Илькинская основная общеобразовательная школа, преобразованная в начальную. В 2012 году закрыта Илькинская начальная общеобразовательная школа.

## Население
| 1859 | 1905 | 1926 | 2002 | 2010 | 2021 |
| ---- | ---- | ---- | ---- | ---- | ---- |
| 284  | ↗467 | ↘330 | ↘296 | ↗308 | ↘267 |

## Инфраструктура
В деревне находится сельхозпредприятие СПК «Коммунар».

## Известные люди
Баденков, Пётр Фёдорович — родился в Илькино в 1909 году, Герой Социалистического Труда.